# 硬骨草
硬骨草（学名：Holosteum umbellatum）为石竹科硬骨草属的植物。分布在俄罗斯、欧洲、印度、伊朗、哈萨克斯坦以及中国大陆的新疆等地，生长于海拔1,500米至2,500米的地区，常生于灰钙土上，目前尚未由人工引种栽培。

## 形态
硬骨草是一种一年生草本植物。它可以达到3至25厘米的高度。它的叶子是蓝绿色的，上面有密集的腺毛。在有些植物上只在茎的上部有毛，在有些植物上到处都有毛。上部的叶是椭圆形的，尖端钝，约1至1.5厘米长。下面的叶子则多少有点长。
花序为扇形，花谢后花柄依然留下。花白色，往往泛红。花瓣长形，比花萼稍长，有细小的齿。开花时间为三月和四月。

## 分布

### 条件要求

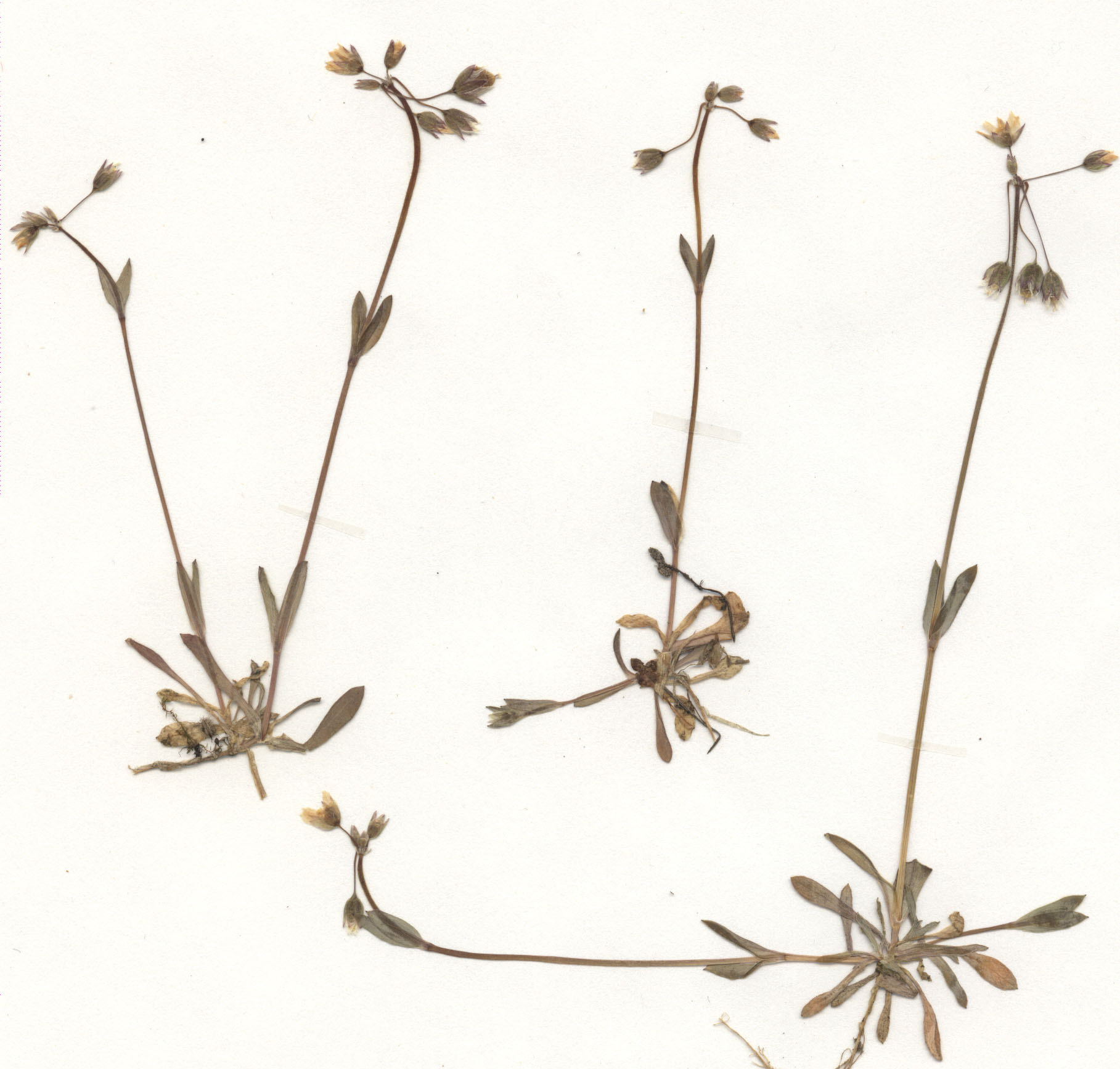
硬骨草植物标本

硬骨草生长在田野、沙丘、沙质的草地的空间、石头屋顶和大坝上。它喜欢阳光充沛和干燥的地方，喜欢比较有营养、碱性低、中性至微酸性的地方，此外它喜欢比较松软或者完全是石头或者沙子的地面。它比较喜欢热。

### 地域
硬骨草生长在斯堪的纳维亚南部到地中海沿岸和非洲北部，此外它蔓延到印度东部和西伯利亚。

## 别名
伞花硬骨草（拉汉种子植物名称）